# 100e méridien est
En géographie, le 100e méridien est est le méridien joignant les points de la surface de la Terre dont la longitude est égale à 100° est.

## Géographie

### Dimensions
Comme tous les autres méridiens, la longueur du 100e méridien correspond à une demi-circonférence terrestre, soit 20 003,932 km. Au niveau de l'équateur, il est distant du méridien de Greenwich de 11 132 km,.
Avec le 80e méridien ouest, il forme un grand cercle passant par les pôles géographiques terrestres.

### Régions traversées
En commençant par le pôle Nord et descendant vers le sud au pôle Sud, Le 100e méridien est passe par:
| Coordonnées           | Pays, territoire ou mer | Notes |
| --------------------- | ----------------------- | --- |
| 90° 00′ N, 100° 00′ E | Océan Arctique          | |
| 80° 39′ N, 100° 00′ E | Mer de Laptev           | |
| 79° 51′ N, 100° 00′ E | Russie                  | Krai de Krasnoïarsk — Île Bolchevique, Terre du Nord |
| 78° 55′ N, 100° 00′ E | Mer de Kara             | |
| 78° 16′ N, 100° 00′ E | Russie                  | Krai de Krasnoïarsk — Île Bolchevique, Terre du Nord |
| 77° 57′ N, 100° 00′ E | Mer de Kara             | |
| 76° 27′ N, 100° 00′ E | Russie                  | Krai de Krasnoïarsk Oblast d'Irkoutsk — à partir de 58° 04′ N, 100° 00′ E République de Bouriatie — à partir de 53° 19′ N, 100° 00′ E |
| 51° 45′ N, 100° 00′ E | Mongolie                | |
| 42° 39′ N, 100° 00′ E | Chine                   | Mongolie Intérieure Gansu — à partir de 40° 55′ N, 100° 00′ E Mongolie Intérieure — à partir de 40° 17′ N, 100° 00′ E Gansu — à partir de 39° 45′ N, 100° 00′ E Qinghai — à partir de 38° 17′ N, 100° 00′ E Sichuan — à partir de 32° 56′ N, 100° 00′ E Yunnan — à partir de 28° 32′ N, 100° 00′ E |
| 21° 42′ N, 100° 00′ E | Birmanie (Burma)        | |
| 20° 25′ N, 100° 00′ E | Thaïlande               | |
| 12° 50′ N, 100° 00′ E | Golfe de Thaïlande      | |
| 12° 13′ N, 100° 00′ E | Thaïlande               | |
| 12° 10′ N, 100° 00′ E | Golfe de Thaïlande      | |
| 9° 47′ N, 100° 00′ E  | Thaïlande               | Îles Ko Pha Ngan et Ko Samui |
| 9° 25′ N, 100° 00′ E  | Golfe de Thaïlande      | |
| 8° 33′ N, 100° 00′ E  | Thaïlande               | |
| 6° 34′ N, 100° 00′ E  | Détroit de Malacca      | Passe juste à l'est de l'archipel Langkawi, Malaisie (à 6° 18′ N, 99° 56′ E) Passe juste à l'ouest de l'Île de Penang, Malaisie (à 5° 26′ N, 100° 10′ E) |
| 2° 43′ N, 100° 00′ E  | Indonésie               | Île de Sumatra |
| 0° 29′ S, 100° 00′ E  | Océan indien            | |
| 2° 31′ S, 100° 00′ E  | Indonésie               | Île de Pagai Utara |
| 2° 51′ S, 100° 00′ E  | Océan indien            | |
| 60° 00′ S, 100° 00′ E | Océan Austral           | |
| 65° 39′ S, 100° 00′ E | Antarctique             | Territoire antarctique australien, Territoires revendiqués par l' Australie |